# St-Sixte (Ars-sur-Formans)

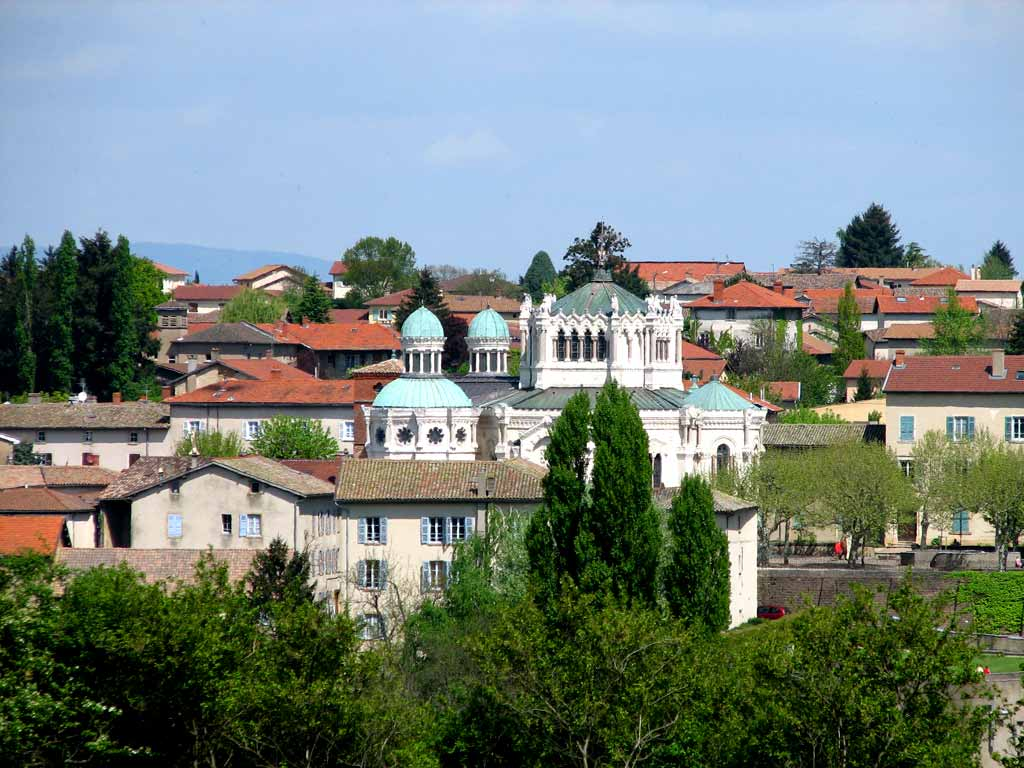
Ars-sur-Formans mit der Wallfahrtsbasilika

Die Basilika St-Sixte ist eine Wallfahrtskirche in Ars-sur-Formans im französischen Département Ain. Sie gehört zu den meistbesuchten Pilgerstätten Europas aufgrund der Verehrung des heiligen Jean-Marie Vianney (1786–1859), der von 1818 bis zu seinem Tod Pfarrer von Ars war und durch seine spirituelle Kraft schon zu Lebzeiten Scharen von Menschen angezogen hatte. Im Jahr 1897 erhielt die Kirche den Titel einer Basilica minor.

## Geschichte und Architektur

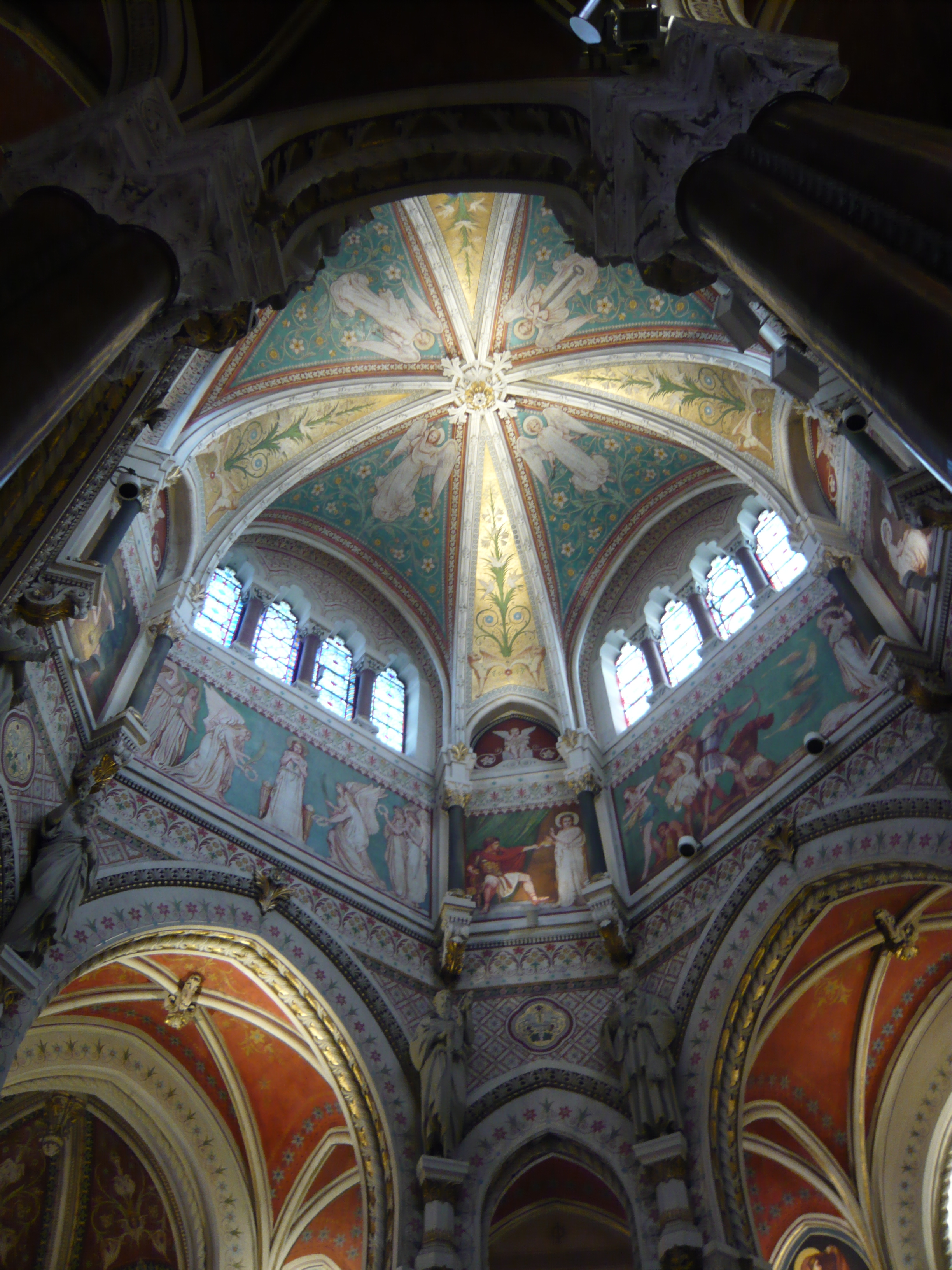
Inneres: Blick in die Kuppel

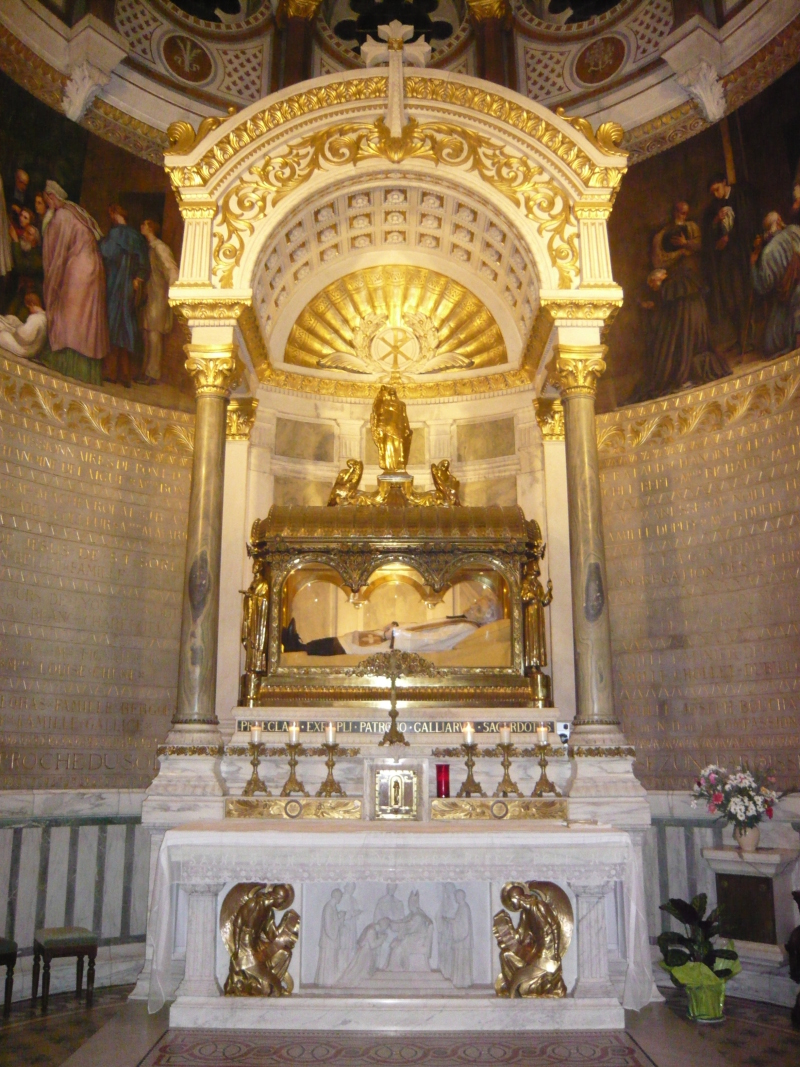
Altar mit dem Schrein des hl. Jean-Marie Vianney

Die heutige Basilika ist das Ergebnis einer dreistufigen Entstehungsgeschichte. Ältester Bestandteil des Baus sind Langhaus und Turm der romanischen Dorfkirche von Ars, in der Vianney die Liturgie gefeiert und die Beichte gehört hatte. Patron dieser Kirche seit dem 10. Jahrhundert und Nebenpatron der heutigen Basilika ist der hl. Sixtus. Die wesentlichen Ausstattungsstücke aus der Zeit Vianneys sind erhalten, darunter vor allem der Beichtstuhl.
Als immer mehr Menschen nach Ars kamen, nahm sich Jean-Marie Vianney vor, die alte Pfarrkirche durch einen größeren Bau zu ersetzen. Diese neue Kirche sollte das Patrozinium der hl. Philomena erhalten, deren Kult sich damals in Italien und Frankreich stark verbreitete und die der Pfarrer von Ars besonders verehrte. Die Pläne dafür, die Vianneys Billigung fanden, schuf der Lyoner Architekt Pierre Bossan, der später Notre-Dame de Fourvière entwarf. 1862, drei Jahre nach Vianneys Tod, wurde mit der Errichtung des Chors begonnen. Dieser ist ein polygonaler Zentralbau aus weißem Werkstein mit einem quadratischen, kuppelartigen und figurenbekrönten Obergeschoss. Nach dessen Fertigstellung hätte die alte Kirche abgerissen werden müssen, um das Projekt fortzusetzen. Dagegen erhob sich jedoch stürmischer Protest sowohl bei den Einwohnern von Ars wie unter den auswärtigen Verehrern des heiligmäßigen Pfarrers, der hier amtiert hatte. Die Bauarbeiten wurden eingestellt.
Erst ab 1897 wurde unter der Leitung von Louis Sainte-Marie-Perrin, der Bossans Mitarbeiter gewesen war und jetzt dessen noch unfertige Bauten vollendete, der Chor mit der alten Kirche so verbunden, dass diese weitgehend erhalten blieb. Den romanischen Backsteinturm integrierte er in einen von zwei Rundtürmen mit Laterne flankierten Narthex. Der Chor Bossans wurde mit verschiedenen Kapellenanbauten umgeben. 1904 war die Basilika in ihrer heutigen Gestalt vollendet. Die Bauteile des späten 19. Jahrhunderts zeigen den für die französischen Sakralbauten dieser Zeit typischen historistisch-eklektizistischen Stil mit großer Liebe zum dekorativen Detail, der sich auch in der reichen Ausstattung widerspiegelt. 
Nach Vollendung der Basilika 1904 wurden die Gebeine Jean-Marie Vianneys exhumiert und in einem kostbaren Schrein zur Verehrung dargeboten. Seit Vianneys Seligsprechung 1905 (die Heiligsprechung folgte zwanzig Jahre später) ist er der Hauptpatron der Basilika von Ars.
Von 1998 bis 2001 wurde die Wallfahrtskirche grundlegend restauriert. Im Jahr 2010 wurde sie von mehr als 500.000 Menschen besucht.